# ادگار هاکوبیان
ادگار روبیکی هاکوبیان (ارمنی: Էդգար Ռուբիկի Հակոբյան؛ زادهٔ ۱۸ ژوئیهٔ ۱۹۸۵) یک  سیاستمدار اهل ارمنستان است که از تاریخ ۲۰۲۱ تا تاریخ ۲۰۲۶ سمت نمایندگی دوره هشتم مجلس ملی جمهوری ارمنستان را برعهده داشت.

## زندگی‌نامه
در 	۱۸ ژوئیهٔ ۱۹۸۵ در ایروان به دنیا آمد و از دانشگاه ملی پلی‌تکنیک ارمنستان فارغ‌التحصیل شد. 